# ونگ (باواریا)
ونگ (باواریا) (به آلمانی: Weng, Bavaria) یک شهر در آلمان است که در بایرن واقع شده‌است.

## خصوصیات
ونگ ۱۵٫۶۲ کیلومترمربع مساحت دارد ۳۷۸ متر بالاتر از سطح دریا واقع شده‌است.